# Лоцманский катер

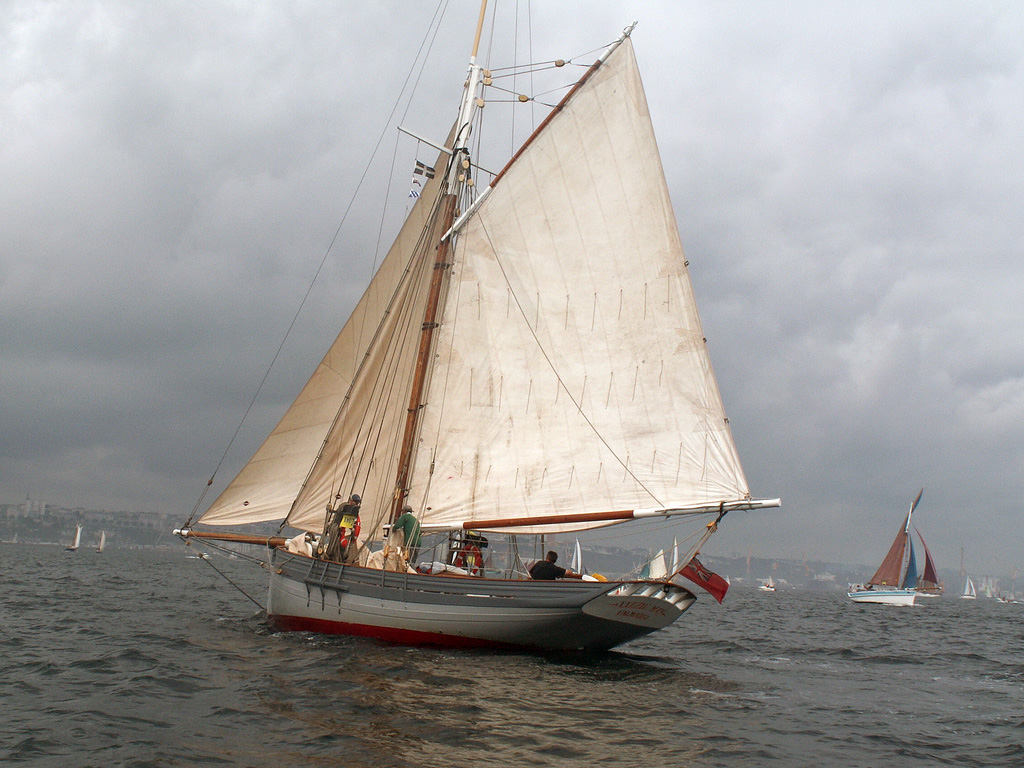
Лоцманский катер «Lizzie May», Брест (Франция), 2008 год

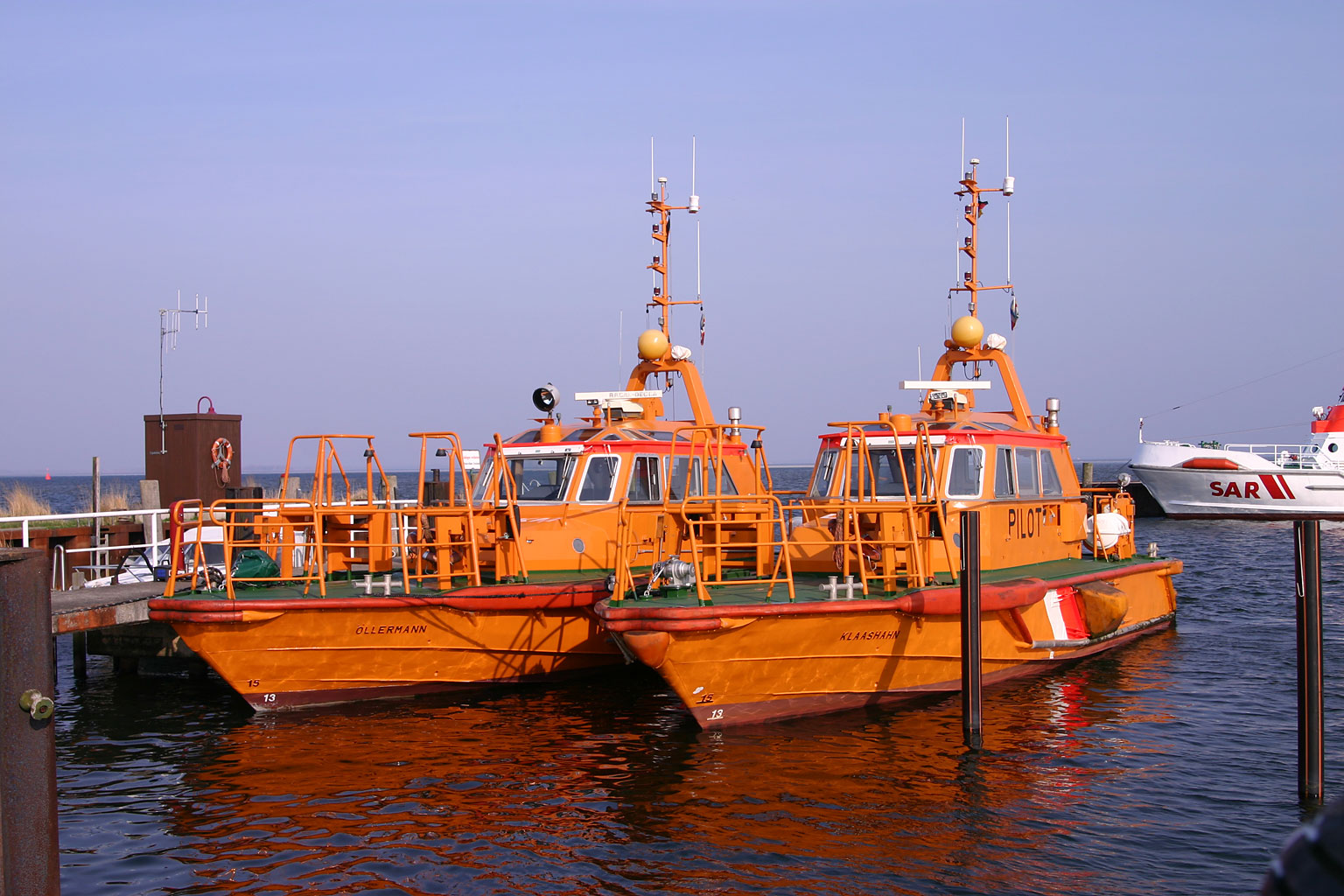
Лоцманские катера

Ло́цманский ка́тер — судно, осуществляющее доставку лоцмана на борт гражданского или военного морского судна во время входа в морские порты и районы со сложными навигационными условиями (порты, проливы, рейды). После выхода судна в море лоцманский катер осуществляет доставку лоцмана обратно в порт или место где он будет отдыхать или ждать следующей лоцманской проводки.
Помимо доставки и снятия лоцмана - может использоваться в других вспомогательных целях.

## Описание
Лоцманские катера имеют хорошую управляемость и высокую мореходность; последняя позволяет находиться в море при волнении до 7 баллов.
Также катера имеют машинное отделение, расположенное в корме, рубки и палубу, свободную в носовой части для того, чтобы пересадка лоцманов была удобней.
Корпус, фальшборт и рубка таких катеров не имеют выступающих частей, привальный брус у них — мягкий, мачта же, чаще всего, — заваливающаяся.
Рулевая рубка позволяет осуществлять как круговой, так и вертикальный обзоры.

## Характеристики
- Водоизмещение — от 10 до 120 тонн
- Длина — от 10 до 25 метров
- Ширина — от 3,5 до 6 метров
- Высота борта — от 1,5 до 3,5 метров
- Вместимость — от 1 до 15 лоцманов
- Команда — от 2 до 5 человек
- Скорость — от 13 до 14 узлов